# Ники Дол
Карл Санчез (фр. Karl Sanchez), познатији као Ники Дол (фр. Nicky Doll; Марсељ, 14. март 1991) француски је драг квин перформер. Познат је по учешћу у ријалити-такмичарској телевизијској eмисији Руполова дрег трка и као представница исте емисије у француској верзији.

## Биографија
Карл Санчез је рођен 14. март 1991. године у Марсељу. Детињство је провео у Мароку заједно са својом мајком. Почео је да студира комуникологију на Универзитету у Паризу 8. Током студија у Паризу, 2009. године, учествовао је по први пут на Паради поноса нашминкан, у хаљини и штиклама. Након годину дана напустио је комуникологију и завршио је курс шминкања. 
20. јануара 2020. године најављен је као један од тринаест такмичара америчке драг емисије Руполова дрег трка (енгл. RuPaul's Drag Race) и тиме је постао први француски такмичар. Завршио је на једанаестој позицији и тиме стекао велику популарност.